# Mariánský sloup (Klášterec nad Orlicí)
Mariánský sloup v Klášterci nad Orlicí je barokní morový sloup postavený roku 1721 u domu čp. 89. v Klášterci nad Orlicí v okrese Ústí nad Orlicí.

## Historie
Původně jednoduchou sochu svaté Panny Marie Immaculaty nechal v roce 1721 postavit mlynář Ondřej Buchtel. V roce 1883 ji na morový sloup nechal přestavět František Buchtel. K soše panny Marie tak přibyla socha sv. Jana Nepomuckého a socha sv. Barbory. V roce 1934 byl mariánský sloup rekonstruován.

## Popis
Na vrcholu pískovcového sloupu stojí socha Panny Marie Immaculaty s lilií, na  podstavci vlevo stojí svatý Jan Nepomucký a vpravo svatá Barbora.

## Fotogalerie

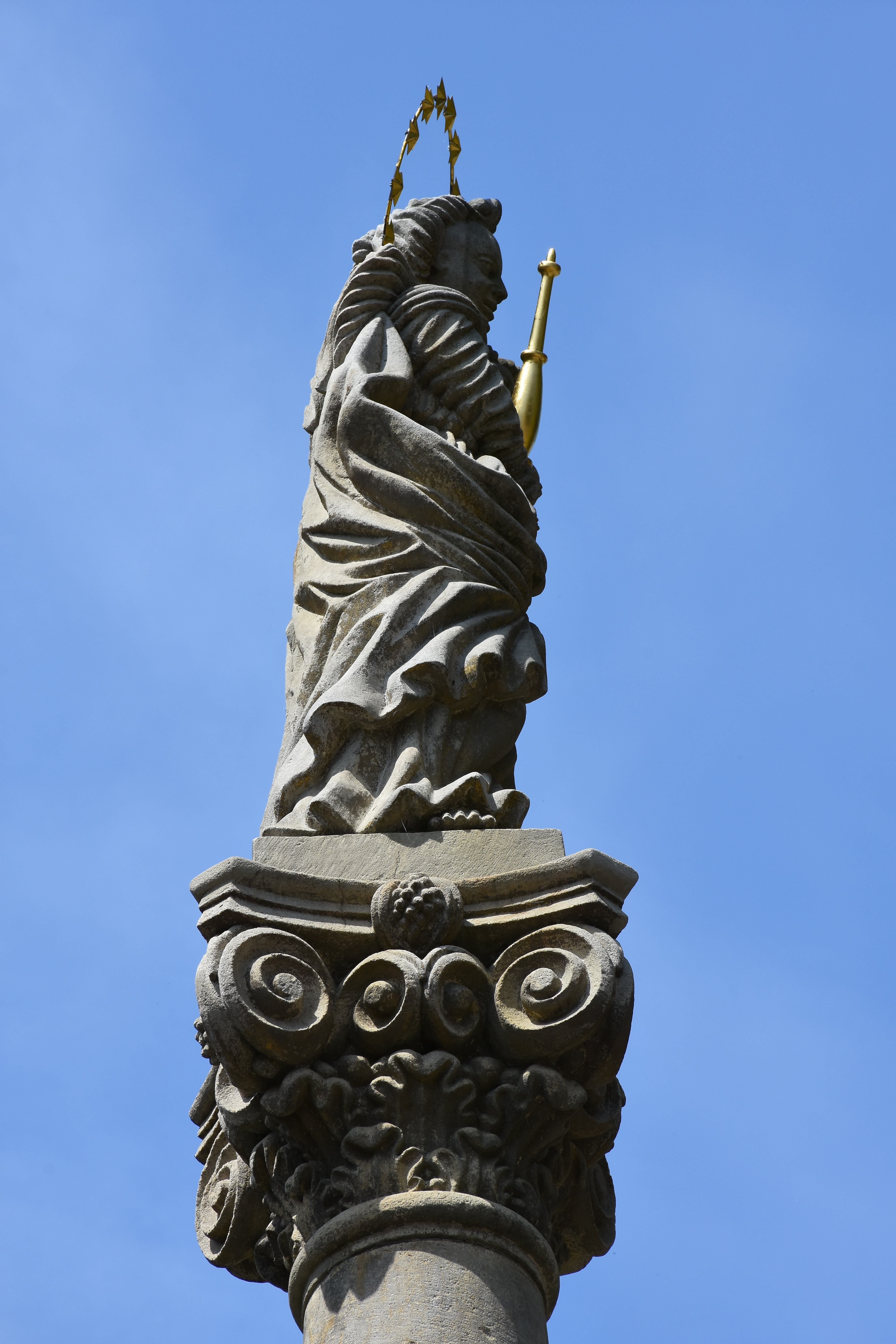
Socha Panny Marie Immaculaty
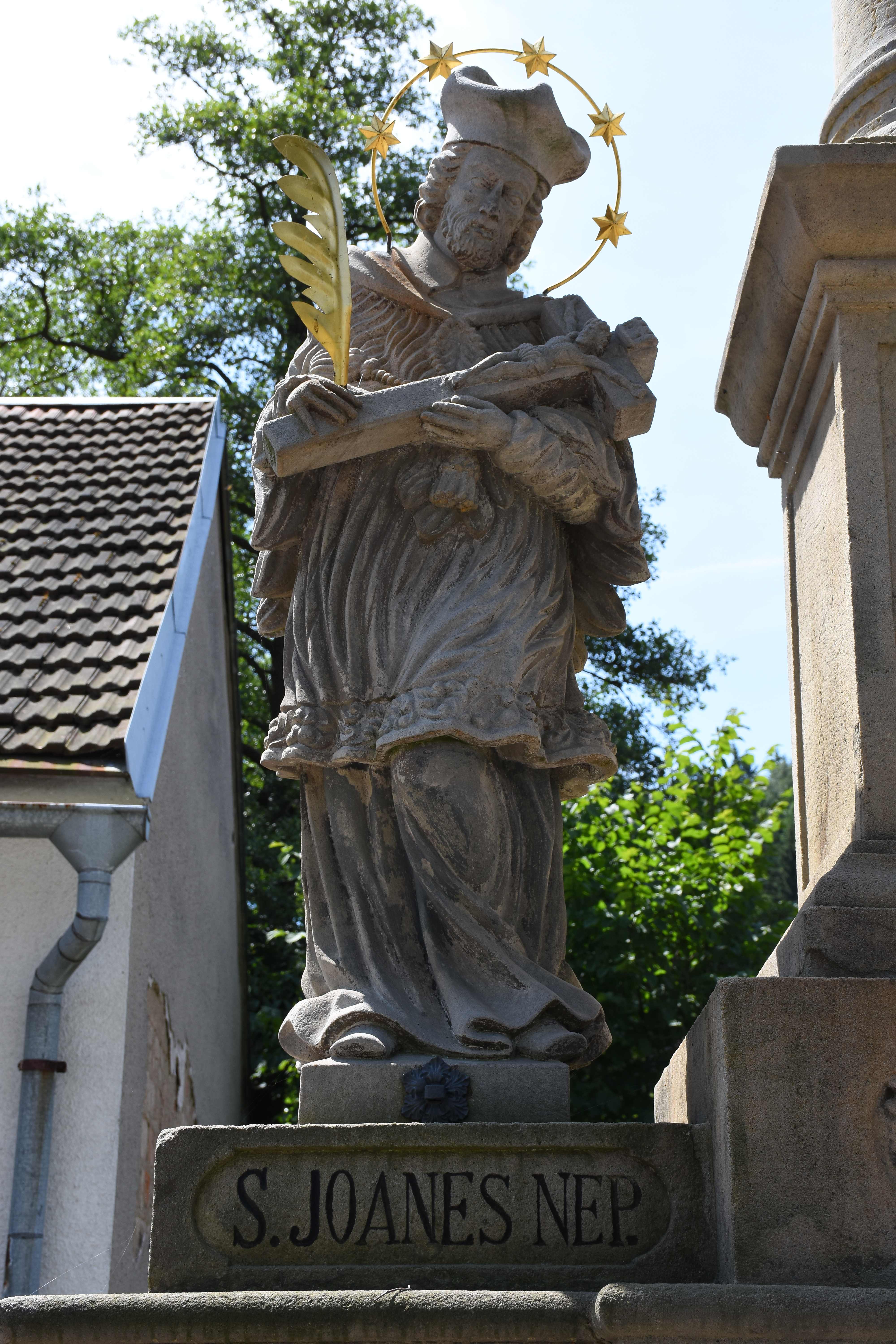
Socha sv. Jana Nepomuckého
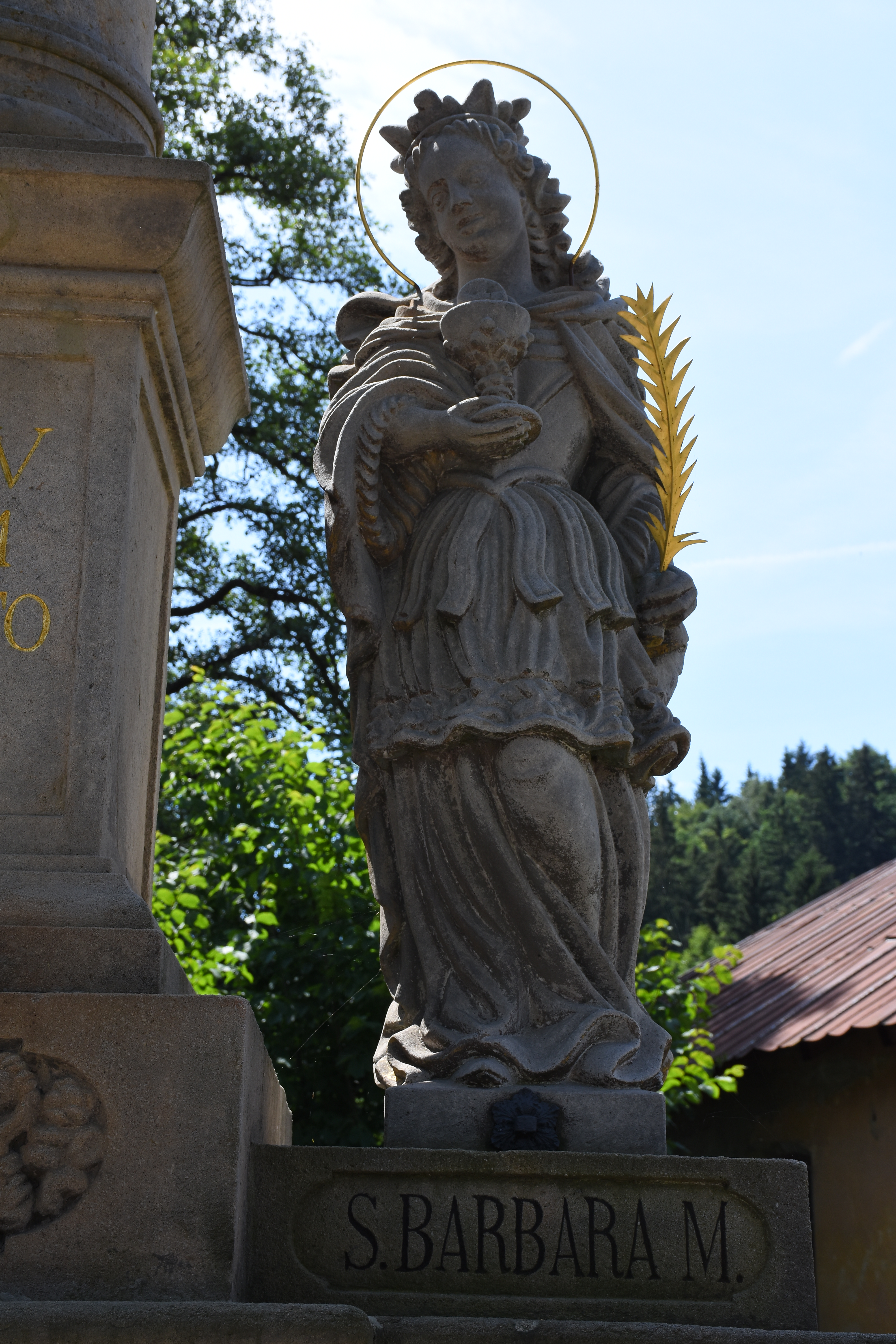
Socha sv. Barbory
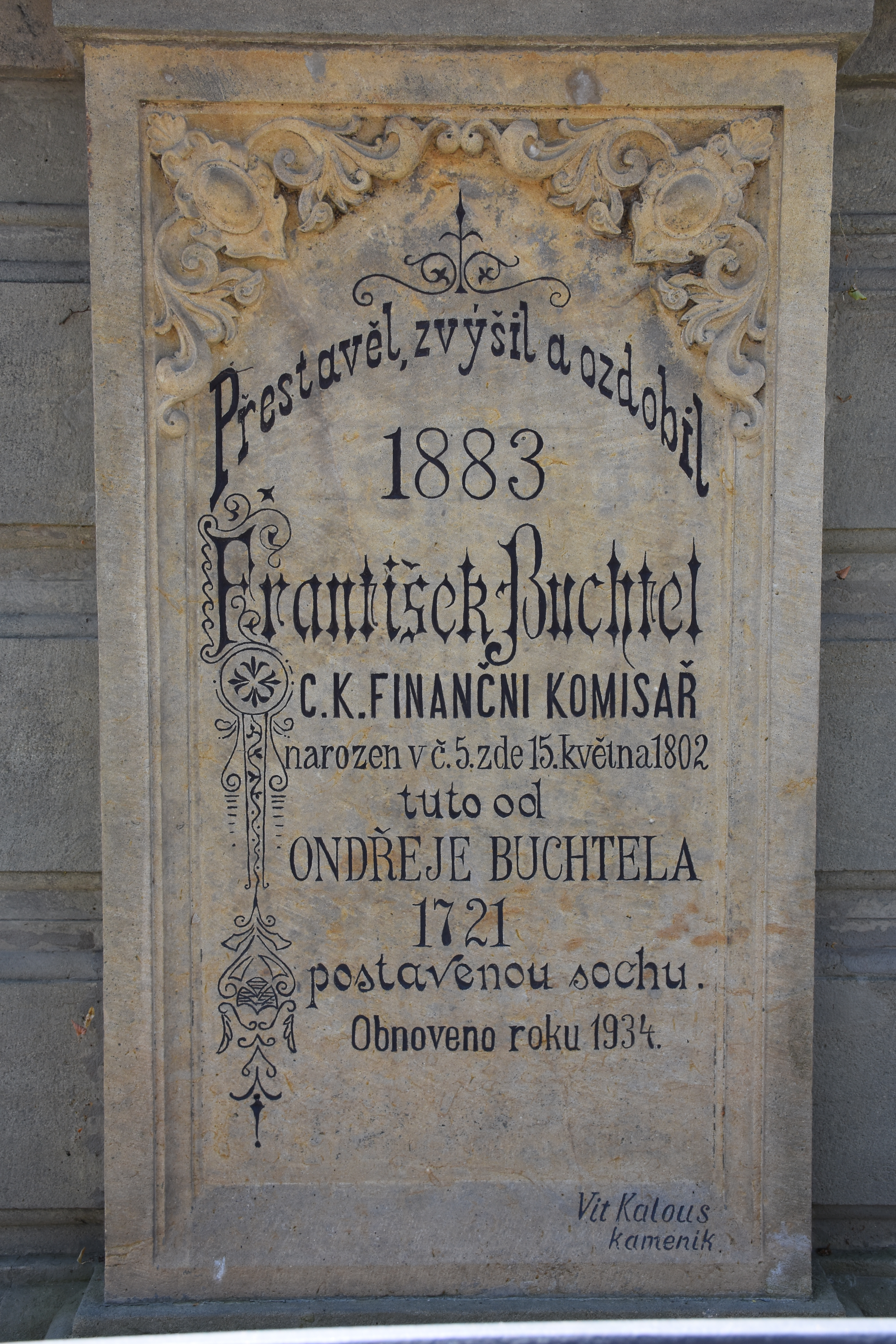
Deska s popisem historie sloupu